# Medaile Emanuela Bořického
Medaile Emanuela Bořického  je udělována Přírodovědeckou fakultou Univerzity Karlovy domácím i zahraničním vědcům, kteří se mimořádně zasloužili o pokrok v petrologii, mineralogii nebo geochemii. Medaile, nesoucí jméno význačného českého mineraloga a petrografa Emanuela Bořického,je označena nápisem: "Medaile Emanuela Bořického" a příslušným rokem udělení. V mezinárodním kontextu nese označení: " Award of Emanuel Bořický Medal".

## Komise
Komise pro udělování medaile Emanuela Bořického je složena takto: 
- Ředitel Ústavu petrologie a strukturní geologie (ÚPSG)
- Ředitel Ústavu geochemie, mineralogie, a nerostných zdrojů (ÚGMNZ)
- Proděkan geologické sekce Přírodovědecké fakulty UK
- Další 3 členové, navržení sekční vědeckou radou a jmenovaní děkanem přírodovědecké fakulty UK
- 1 tajemník

## Seznam nositelů
- 1965: Oldřich Pacák
- 1966: Radim Kettner, František Ulrich, Radim Nováček
- 1968: Thomas F. W. Barth, Clifford Frondel, Jean Jung, Kazimerz Smulikowski
- 1970: Hugo Strunz
- 1971: Bohuslav Hejtman
- 1972: Dmitrij Grigorjev
- 1973: František Fiala
- 1975: Ahti Simonen, Ivan Kostov
- 1981: Alexandr V. Sidorenko
- 1982: Jiří Konta
- 1983: F. V. Čuchrov, Robert C. Mackenzie
- 1988: Egon T. Degens
- 1989: František Fediuk
- 1990: Leszek Stoch
- 1991: Petr Černý, Zdeněk Johan
- 1995: Slavomil Ďurovič, Josef Zemann
- 1997: Emil Makovicky
- 1998: Jean-Marc Lardeaux, Alan Bruce Thompson
- 2000: Alfred Kröner, Pavel Povondra
- 2002: Henning Sørensen
- 2003: José Honnorez
- 2004: Don R. Bowes
- 2005: Werner Schreyer
- 2006: Gordon L. Medaris, Stanislav Vrána
- 2008: P. J. O’Brien, H. G. M. Edwards